# Tommotia
La tommotia (gen. Tommotia) è un animale estinto, forse appartenente ai molluschi, vissuto nel Cambriano inferiore (Tommotiano, circa 530 milioni di anni fa). Resti fossili molto incompleti sono comuni in giacimenti di gran parte del mondo, ma di recente sono stati ritrovati esemplari più completi che ne hanno permesso una ricostruzione.

## Descrizione
Generalmente, della tommotia venivano ritrovati soltanto piccoli fossili lunghi alcuni millimetri, a forma di conchiglia conica. Queste scleriti, tipiche della cosiddetta “piccola fauna dura”, fecero supporre ai paleontologi di ritrovarsi di fronte a un minuscolo mollusco cefalopode, o forse gasteropode. Alcuni ritrovamenti più recenti e completi hanno dimostrato che queste conchiglie rappresentavano solo l'estremità posteriore di un animale a corpo molle lungo circa otto centimetri, vagamente simile agli attuali chitoni (Polyplacophora). Il corpo della tommotia era lungo e basso, ricoperto da una sorta di mantello a protezione dell'intero animale, costituito da strutture disposte una accanto all'altra. I fossili denominati Camanella potrebbero rappresentare un altro tipo di sclerite appartenente al medesimo animale.

## Classificazione
La tommotia è considerata un mollusco dalla maggior parte dei paleontologi; il gruppo al quale appartiene, i Mitrosagophora, è completamente estinto. Alcuni studiosi, in ogni caso, non sono d'accordo con questa classificazione e preferiscono identificare la tommotia come un parente dei brachiopodi, organismi dotati di conchiglia e ancorati al fondale marino tramite un corto peduncolo. Tra le specie più note di tommotia, da ricordare Tommotia admiranda e Tommotia kozlowskae.

## Stile di vita
Probabilmente la tommotia strisciava lentamente lungo il fondale marino in modo analogo a quello di una lumaca; se effettivamente era un mollusco, è probabile che la tommotia avesse una radula, una struttura simile a una raspa dentata con la quale poteva grattare via dal fondale alghe o altro materiale organico.

## Il fossile più comune del Tommotiano
I fossili di tommotia sono talmente comuni tra la “piccola fauna dura” di inizio Cambriano che hanno finito per dare il nome a un'intera età geologica, il Tommotiano.